# Onda di Moreton

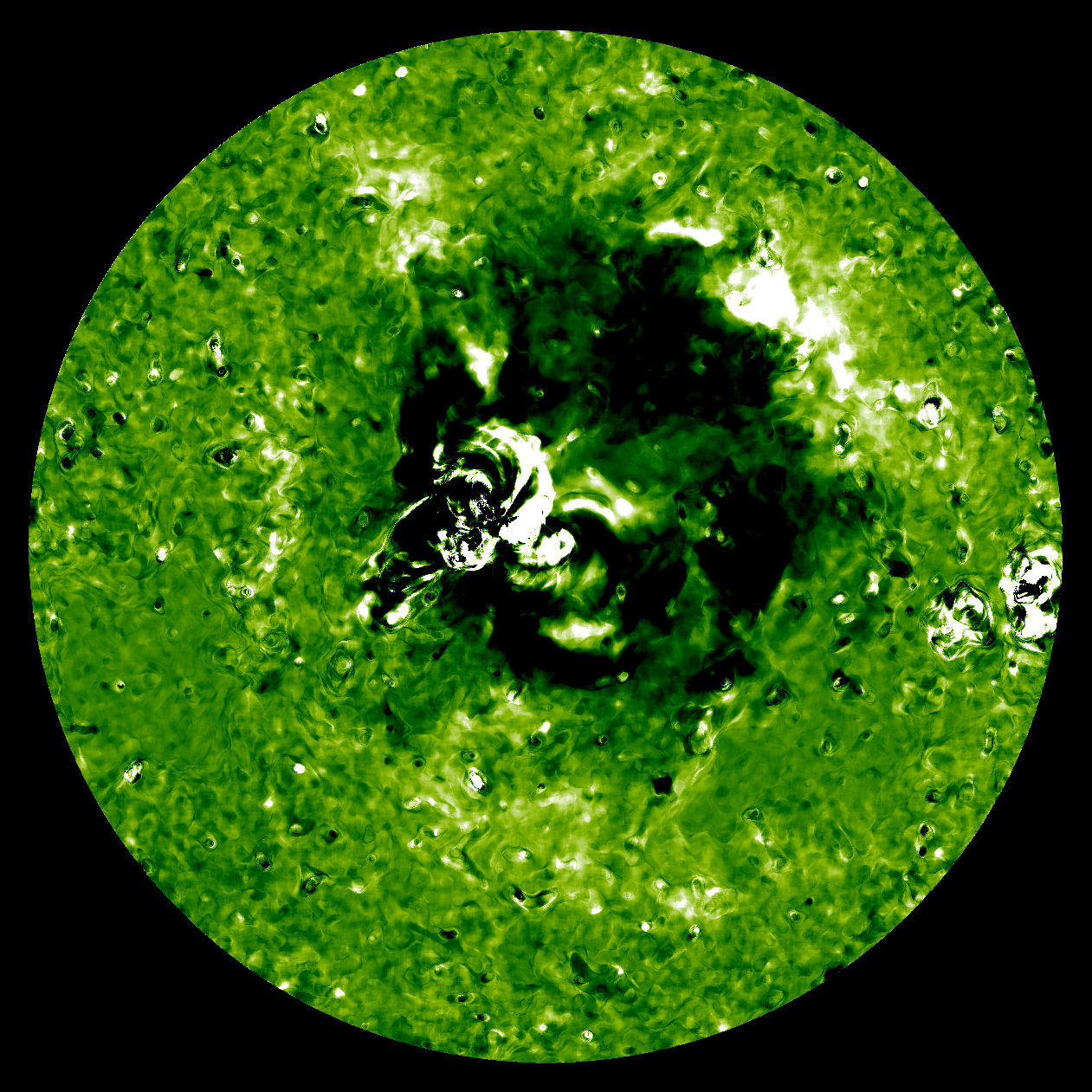
Onda di Moreton, associata ad un'espulsione di massa coronale, ripresa il 17 maggio 2006.

Un'onda di Moreton è il segno cromosferico lasciato da un'onda d'urto coronale di grandi dimensioni; è generata da un flare sulla superficie solare e viene talvolta descritta come uno "tsunami" solare. Il nome deriva da quello dell'astronomo americano Gail Moreton, che per primo le descrisse in base alle osservazioni di Harry Ramsey.
Le onde di Moreton si propagano alla velocità di 500–1500 km/s e si verificano dove un'onda d'urto debole interseca la cromosfera secondo la teoria ben nota di Yutaka Uchida, che le relaziona alle radio-esplosioni di II tipo. Le onde di Moreton possono essere osservate principalmente nella banda H-alfa.